# Anton Pelinka

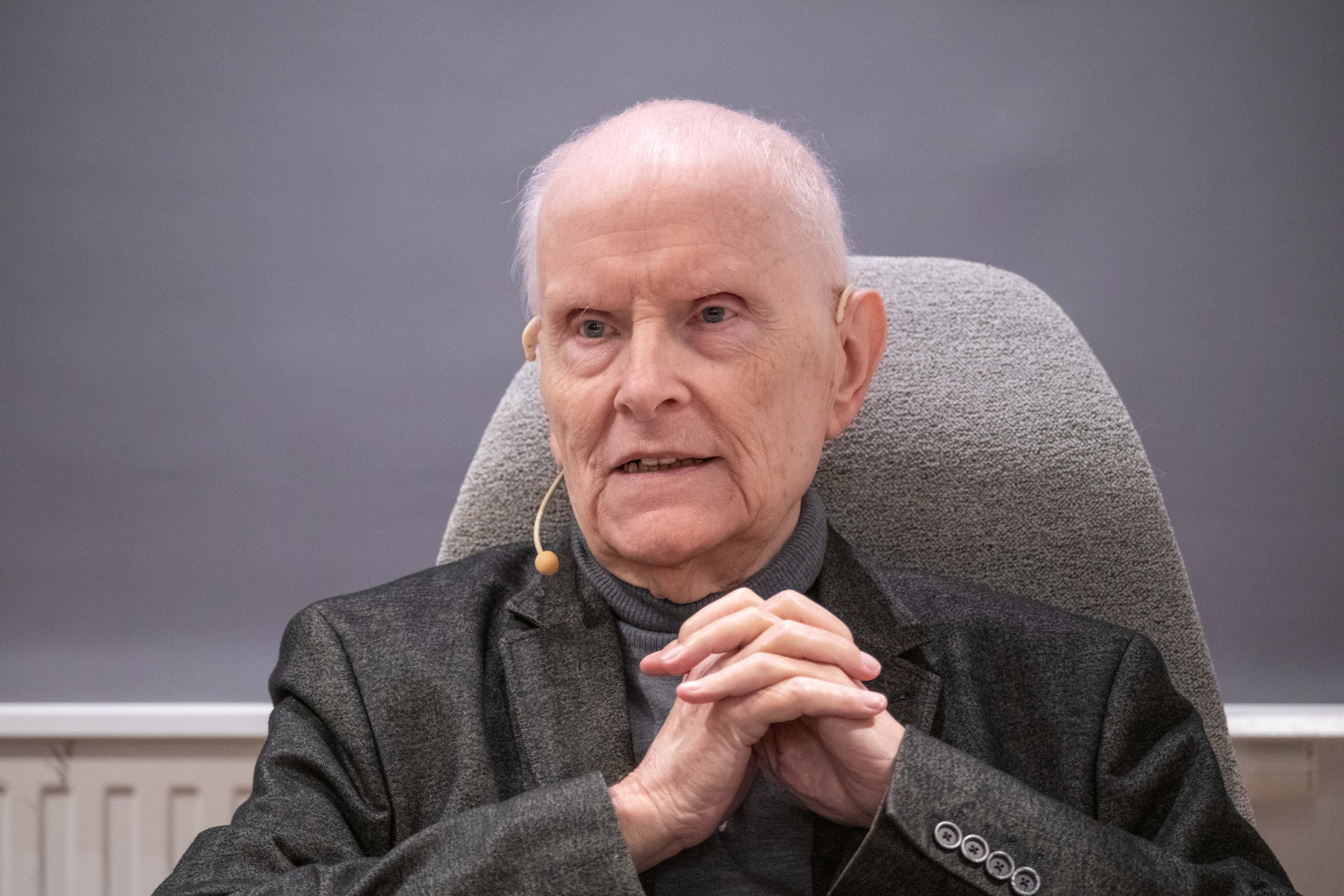
Anton Pelinka (2024)

Anton Pelinka (* 14. Oktober 1941 in Wien) ist ein österreichischer Politikwissenschaftler.
Pelinka veröffentlichte vor allem in den Bereichen Demokratietheorie, politisches System Österreichs und Vergleich politischer Systeme. Nach akademischen Stationen in der Bundesrepublik Deutschland war er von 1975 bis 2006 ordentlicher Universitätsprofessor an der Universität Innsbruck und baute dort das Institut für Politikwissenschaft mit auf. Seit 2006 ist er Professor im Nationalism Studies Program der Central European University in zuerst Budapest und seit 2019 in Wien.
Langjährig stand er als Wissenschaftlicher Leiter dem Institut für Konfliktforschung in Wien vor, von 1994 bis 1997 war er Österreichischer Vertreter in der Europäischen Kommission gegen Rassismus und Fremdenfeindlichkeit, überdies war er federführend an der Gründung des Wiener Wiesenthal Instituts für Holocaust-Studien beteiligt. 1970/71 und 1984/85 war er Vorsitzender der Österreichischen Gesellschaft für Politikwissenschaft, deren Ehrenmitglied er wurde. Pelinka wurde für sein Lebenswerk und seine publizistische Arbeit wiederholt ausgezeichnet; er zählt zu den führenden, auch international bekannten Wissenschaftlern seines Fachs in Österreich. Seine politikwissenschaftliche Schule hat sich vor allem in Innsbruck etabliert und popularisiert ihre Ergebnisse über die Universität hinaus im regionalen Leitmedium Tiroler Tageszeitung.

## Leben
Anton Pelinka wurde 1941 in Wien im „angeschlossenen“ Österreich geboren; die Familie seines Vaters (ein Versicherungsangestellter) hatte tschechische Wurzeln, die seiner Mutter deutsche (Westfalen). Das Elternhaus war konservativ, zunächst „antimarxistisch“, später dann „antinazistisch“ eingestellt; einige Verwandte waren durchaus dem Nationalsozialismus zugeneigt. Pelinka, im katholischen Milieu sozialisiert, besuchte zunächst auch ein katholisches Gymnasium, bis zur Matura dann eine öffentliche Schule in Wien.
Nach dem Studium – von 1960 bis 1964 – der Rechtswissenschaften (Jus) an der Universität Wien wurde er 1964 zum Dr. jur. promoviert. In den 1960er Jahren weckte die Sozialwissenschaft sein Interesse und er schlug 1965/66 ein Studium der Politikwissenschaften am Wiener Institut für Höhere Studien (IHS) ein. Dort beeinflusste ihn der österreichisch-US-amerikanische Soziologe Paul Lazarsfeld mit seinen Wahlforschungen. 1966/67 war er Redakteur der, seinerzeit durch Kurt Skalnik geleiteten, katholisch orientierten Wochenzeitung Die Furche mit Sitz in Wien; in der Redaktion gehörte er zu den eher progressiv ausgerichteten Journalisten. Es schloss sich der Präsenzdienst beim Bundesheer an; er bekleidet den Dienstgrad eines Korporals der Reserve.
Von 1968 bis 1971 kehrte er als Forschungsassistent an die Abteilung für Politikwissenschaft des Instituts für Höhere Studien zurück, deren Leiter Peter Gerlich war. 1971 verschlug es ihn als Assistent an das Institut für Politikwissenschaft der Universität Salzburg. Dort habilitierte er sich ein Jahr später beim Sozialphilosophen und Politikwissenschaftler Norbert Leser und erhielt die venia legendi für Politikwissenschaft. Er ging für zwei Jahre als wissenschaftlicher Rat bzw. (ordentlicher) Professor nach Westdeutschland, lehrte 1973/74 an der Universität-Gesamthochschule Essen und 1974/75 an der Pädagogischen Hochschule Berlin. 1975 wurde er als ordentlicher Universitätsprofessor für Politikwissenschaft an die Universität Innsbruck berufen. Von 1976 bis 1986 bzw. ab 1989 stand er dem dortigen Politikwissenschaftlichen Institut vor, das er mit aufbaute. Von 1987 bis 1989 war er Dekan der Sozial- und Wirtschaftswissenschaftlichen Fakultät in Innsbruck. Von 1993 bis 2006 wirkte er als Mitherausgeber des Gemeinschaftsprojektes Contemporary Austrian Studies der University of New Orleans / Universität Innsbruck. Von 2004 bis 2006 war er Dekan der erst kurz zuvor gegründeten Fakultät für Politikwissenschaft und Soziologie der Universität Innsbruck; sein Nachfolger wurde der Politikwissenschaftler Fritz Plasser. Danach wechselte er an die englischsprachige Budapester Privatuniversität Central European, wo er seitdem am Department of Political Science Studies als Professor im Nationalism Studies Program (Nationalismusstudien) lehrt.
Er nahm mehrere Gastprofessuren (visiting professor) im europäischen und internationalen Ausland an, 1977 an der Jawaharlal Nehru University in Neu-Delhi (Indien), sowie drei Aufenthalte in den USA: 1981 an der University of New Orleans in Louisiana, 1997 auf dem „Austrian Chair“ am Department of Political Science der Stanford University in Kalifornien und 2001/02 an der University of Michigan in Ann Arbor/Michigan, im Anschluss zudem auf dem „Chair Bernheim d’Etudes sur la Paix“ an der Université Libre de Bruxelles (Belgien). Von 2011 bis 2013 war er Gastprofessor am European Forum der Hebräischen Universität Jerusalem (Israel). Zu Forschungszwecken hielt er sich außerdem 1990/91 als „Schumpeter Fellow“ am Center for European Studies an der Harvard University in Cambridge/Massachusetts, 1994 als Senior Fellow am Wissenschaftskollegium Budapest (Ungarn) und 2012/13 als Fellow am International Center for Cultural Studies in Wien, das heute der Universität für künstlerische und industrielle Gestaltung Linz untersteht, auf. Außerdem weist ihn die postgraduale Diplomatische Akademie Wien als Vortragenden aus.

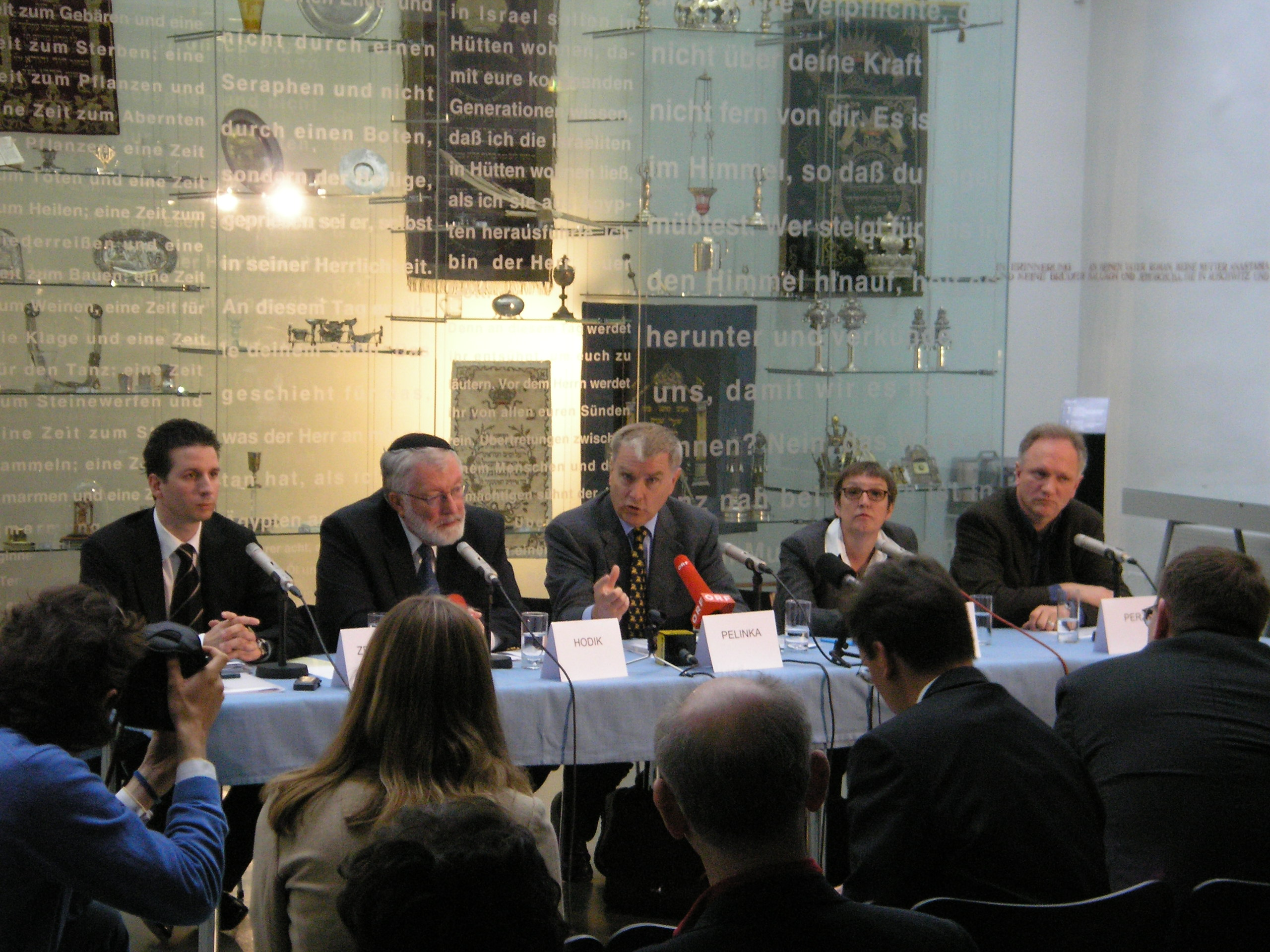
Anton Pelinka (3.v.r.) bei der Pressekonferenz zur Gründung des Wiener Wiesenthal Institut für Holocaust-Studien (VWI) im Juni 2006

Von 1990 bis 2012 übernahm er die Wissenschaftliche Leitung des Instituts für Konfliktforschung (IKF) in Wien, welches auf die interdisziplinäre Erforschung „politische[r], gesellschaftliche[r] und individuelle[r] Konflikte“ spezialisiert ist; seine Nachfolgerin wurde Birgitt Haller. Von 1994 bis 1997 war er österreichischer Vertreter in der Europäischen Kommission gegen Rassismus und Fremdenfeindlichkeit. Überdies war er Gründungsleiter des Wiener Wiesenthal Instituts für Holocaust-Studien, legte dann aber sein Amt aufgrund von Meinungsverschiedenheiten mit der Israelitischen Kultusgemeinde Wien 2009 nieder. Bis 2012 war er Vorsitzender im wissenschaftlichen Beirat im Sir Peter Ustinov Institut, das Vorurteilsforschung betreibt. Weiterhin wurde er u. a. Mitglied in folgenden Beiräten: Jahrbuch für Islamophobieforschung, Zeitschrift für Vergleichende Politikwissenschaft und Informationen zur Politischen Bildung (Österreich) sowie „Projekt Gedenk- und Lernort Äußeres Burgtor“ zur Neugestaltung des Österreichischen Heldendenkmals. In Österreich ist er für die Koordination der Zeitschrift für Parlamentsfragen mitverantwortlich. Gegenwärtig ist er Vorsitzender der 1982 begründeten Gesellschaft für politische Aufklärung (GfpA), die sich für die „Förderung der Qualität der österreichischen Demokratie“ einsetzt. 2009 wurde er Mitglied der Kommission für vergleichende Medien- und Kommunikationsforschung der Österreichischen Akademie der Wissenschaften. Überdies ist er u. a. Mitglied der Österreichischen Gesellschaft für Politikwissenschaft (ÖGPW) und der American Political Science Association (APSA); er gehörte zu den Gründungsmitgliedern der ÖGPW und stand ihr in den Jahren 1970/71 und 1984/85 vor. Später wurde er Ehrenmitglied der ÖGPW. Ferner ist er Beiratsmitglied von Austrian Gay Professionals.
Neben seiner wissenschaftlichen Tätigkeit und seinen Ehrenämtern tritt Pelinka auch als Kommentator in deutschsprachigen Medien in Erscheinung (profil, Der Standard und Die Zeit sowie das ORF u. a.). Pelinka ist parteipolitisch ungebunden. Wahlempfehlungen sprach er bisher nicht aus; einzig bei der Nationalratswahl in Österreich 1994 erweckte er den Anschein, dass eine Stimme für das Liberale Forum eine gegen Haider sein könne. Pelinka gehörte zu denjenigen bekannten Wissenschaftlern, die sich immer wieder diffamierenden Angriffen der FPÖ unter Jörg Haider ausgesetzt sahen. Nachdem er im Jahre 1999 Haider im italienischen Fernsehen vorwarf, den Nationalsozialismus zu verharmlosen, wurde er von Haider, Landeshauptmann von Kärnten, verklagt und in letzter Instanz nach einem Urteil des Oberlandesgerichts Wien am 21. März 2001 vom Vorwurf der Üblen Nachrede freigesprochen. Der Zeithistoriker Michael Gehler bewertete den Verlauf des Prozesses als „Gratwanderung im Zusammenhang mit der Beibehaltung der Freiheit der (politischen) Wissenschaften in Österreich“.
In der Funktionsperiode 2018 bis 2023 ist er Mitglied des Universitätsrates der Universität Innsbruck.
Pelinka ehelichte die Publizistin Marta (* 1947), geb. Marková, und ist Vater eines Kindes. Er ist ein Bruder des Journalisten Peter Pelinka, ehemals Chefredakteur der Nachrichtenmagazine News und Format, und Onkel von Niko Pelinka.

## Forschung und Lehre
Pelinkas Schwerpunkte liegen auf den Gebieten Demokratietheorie, Politisches System und Politische Kultur in Österreich und der Vergleichenden Parteien- und Verbändeforschung. Österreich betreffend (und darüber hinaus) ist er ein gefragter Experte für die Themen Rechtsextremismus (u. a. Autor in den DÖW-Sammelbänden Rechtsextremismus in Österreich nach 1945 und Handbuch des österreichischen Rechtsextremismus sowie im Handbuch deutscher Rechtsextremismus) und Fremdenfeindlichkeit in der Gesellschaft.
Er gilt als zentrale Figur und „Synonym“ der Innsbrucker Politikwissenschaft. Nach den Innsbrucker Politikwissenschaftlern Ferdinand Karlhofer und Fritz Plasser habe Pelinka „entscheidend zur Sichtbarkeit und Attraktivität des Standorts beigetragen“. Der Politikwissenschaftler Andrei S. Markovits und der Zeithistoriker Anson Rabinbach nennen ihn: „Österreichs führender Politologe“. Auch andere Wissenschaftler wie der Historiker Bruce F. Pauley beurteilen seine Bedeutung ähnlich.
Zu seinen akademischen Schülern gehören u. a. Clemens Heni, Andreas Maislinger, Gerhard Mangott und Hubert Sickinger.

## Werk
In vielen Publikationen setzt sich Pelinka mit seinen Forschungsschwerpunkten auseinander, allen voran mit dem politischen System Österreichs.
So zeichnet er den Wandel der österreichischen Gesellschaft auf historischer Ebene unter anderem in seinem Buch Fünf Fragen an drei Generationen. Der Antisemitismus und wir heute nach. Im Kontrast dazu analysierte er ebenfalls jeweils herausragende Etappen der Politik Österreichs, wie etwa den Aufschwung der FPÖ und ihres damaligen Vorsitzenden Jörg Haider, in The Haider Phenomenon (2001). In anderen Veröffentlichungen verdeutlicht er den Einfluss von Parteien sowie wirtschaftlichen, sozialen und kulturellen Faktoren auf die Gesellschaft.
Beispiel: Vom Glanz und Elend der Parteien (2005):
- Untersuchung der Bedeutung von Parteien für die Demokratie

Die österreichische Politik der letzten 50 Jahre ist in besonderer Intensität von Parteien geprägt.
- Status der Großparteien SPÖ und ÖVP
- Wandel der Parteienlandschaft Österreichs seit Anfang der 1980er Jahre

Sein Aufenthalt in Neu-Delhi motivierte ihn zur Hinterfragung der Demokratie Indiens (Demokratie in Indien. Subhas Chandra Bose und das Werden der politischen Kultur, 2005) – denn trotz der Einstufung als Entwicklungsland gibt es in diesem Staat eine seit Jahrzehnten überraschend stabile, funktionierende Demokratie – hinsichtlich der Bevölkerungszahl die größte der Welt. Diese analysiert er mit Blick auf Geschichte des Landes, insbesondere seit der Unabhängigkeit, sowie den Einfluss durch die vielfältigen kulturellen Strömungen.
Auch sind diverse Publikationen zur vergleichenden Parteien- und Verbändeforschung erschienen, die hauptsächlich
der Einführung in dieses Teilgebiet der Politikwissenschaften dienen.
Beispiel: Vergleich politischer Systeme (2005):
- Typologisierung von den wichtigsten Bereichen politischer Systeme: Verfassung, Wahlsystem etc.
- Transformation von politischen Systemen
- Fallstudien zu den USA, EU und verschiedenen Kleinstaaten
- Konkrete Fallstudie: China – Indien

## Auszeichnungen und Ehrungen
- 1969: Staatspreis für publizistische Leistungen im Interesse der Geistigen Landesverteidigung
- 1992: Einspieler-Preis vom Rat der Kärntner Slowenen und des Slowenischen Kulturverbandes[16]
- 1998: Willy und Helga Verkauf-Verlon Preis des Dokumentationsarchivs des österreichischen Widerstandes[17]
- 2005: Preis der Stadt Wien für Geistes- und Sozialwissenschaften – Laudatio: Hubert Ehalt
- 2009: Concordia-Preis des Presseclubs Concordia (Ehrenpreis für sein Lebenswerk) – Laudatio: Charles E. Ritterband
- 2010: Ehrenmitglied der Österreichischen Gesellschaft für Politikwissenschaft
- 2013: Heinz Nittel Award der Österreichisch-Israelischen Gesellschaft
- 2015: „Erneuerung des Doktordiploms“ durch die Universität Wien anlässlich der 50. Wiederkehr des Tages der Verleihung
- 2015: Bruno-Kreisky-Preis für das politische Buch des Dr.-Karl-Renner-Instituts (Preis für das publizistische Gesamtwerk) – Laudatio: Hannes Swoboda

## Schriften (Auswahl)
Monografien
- mit Manfried Welan: Demokratie und Verfassung in Österreich. Europa-Verlag, Wien u. a. 1971, ISBN 3-203-50161-2.
- Stand oder Klasse? Die christliche Arbeiterbewegung Österreichs 1933–1938. (= Veröffentlichungen des Ludwig-Boltzmann-Instituts für Geschichte der Arbeiterbewegung). Mit einem Vorwort von Karl R. Stadler, Europa-Verlag, Wien u. a. 1972, ISBN 3-203-50400-6.
- Dynamische Demokratie. Zur konkreten Utopie gesellschaftlicher Gleichheit. Kohlhammer, Stuttgart u. a. 1974, ISBN 3-17-001397-1.
- Politik und moderne Demokratie. Scriptor-Verlag, Kronberg 1976, ISBN 3-589-20398-6.
- Bürgerinitiativen, gefährlich oder notwendig? (= Ploetz-Taschenbücher zum Zeitgeschehen. Band 1). Ploetz, Freiburg im Breisgau u. a. 1978, ISBN 3-87640-171-2.
- mit Albert Kadan: Die Grundsatzprogramme der österreichischen Parteien. Dokumentation und Analyse. Verlag Niederösterreichisches Pressehaus, Sankt Pölten 1979, ISBN 3-85326-485-9.
- Sozialdemokratie in Europa. Macht ohne Grundsätze oder Grundsätze ohne Macht? Verlag Herold, Wien u. a. 1980, ISBN 3-7008-0184-X.
- Gewerkschaften im Parteienstaat. Ein Vergleich zwischen dem Deutschen und dem Österreichischen Gewerkschaftsbund (= Beiträge zur politischen Wissenschaft. Band 37). Duncker und Humblot, Berlin 1980, ISBN 3-428-04583-1.
- Modellfall Österreich? Möglichkeiten und Grenzen der Sozialpartnerschaft (= Studien zur österreichischen und internationalen Politik. Band 4). Braumüller, Wien 1981, ISBN 3-7003-0290-8.
- mit Rainer Nick: Bürgerkrieg – Sozialpartnerschaft. Das politische System Österreichs – 1. und 2. Republik. Ein Vergleich. Jugend und Volk, Wien 1983, ISBN 3-224-16561-8. (2. Auflage 1984)
- Windstille. Klagen über Österreich. Medusa-Verlag, Wien u. a. 1985, ISBN 3-85446-114-3.
- mit Rainer Nick: Politische Landeskunde der Republik Österreich (= Beiträge zur Zeitgeschichte. Band 20). Colloquium-Verlag, Berlin 1989, ISBN 3-7678-0763-7.
- Zur österreichischen Identität. Zwischen deutscher Vereinigung und Mitteleuropa. Ueberreuter, Wien 1990, ISBN 3-8000-3360-7.
- mit Rainer Nick: Österreichs politische Landschaft. Haymon, Innsbruck 1993, ISBN 3-85218-149-6. (2. Auflage 1996).
- Die kleine Koalition. SPÖ–FPÖ, 1983–1986 (= Studien zu Politik und Verwaltung. Band 48). Böhlau, Wien u. a. 1993, ISBN 3-205-98052-2.
- Jaruzelski oder die Politik des kleineren Übels. Zur Vereinbarkeit von Demokratie und "leadership". Lang, Frankfurt am Main u. a. 1996, ISBN 3-631-49893-4.
- Austria. Out of the shadow of the past. Westview Press, Oxford 1998, ISBN 0-8133-2918-3.
- mit Sieglinde Rosenberg: Österreichische Politik. Grundlagen – Strukturen – Trends. WUV, Wien 2000, ISBN 3-85114-513-5. (2. Auflage 2002, 3. Auflage. 2007)
- Grundzüge der Politikwissenschaft (= Böhlau-Studien-Bücher). Böhlau, Wien u. a. 2000, ISBN 3-205-99291-1. (UTB 2004, 2. Auflage 2010 mit Johannes Varwick)
- mit Manfried Welan: Austria revisited. Demokratie und Verfassung in Österreich. WUV, Wien 2001, ISBN 3-85114-543-7.
- mit Waldemar Hummer: Österreich unter „EU-Quarantäne“. Die „Maßnahmen der 14“ gegen die österreichische Bundesregierung aus politikwissenschaftlicher und juristischer Sicht. Chronologie, Kommentar, Dokumentation. Linde, Wien 2002, ISBN 3-7073-0351-9.
- mit Barbara Liegl: Chronos und Ödipus. Der Kreisky-Androsch-Konflikt. Braumüller, Wien 2004, ISBN 3-7003-1476-0.
- Vom Glanz und Elend der Parteien. Struktur- und Funktionswandel des österreichischen Parteiensystems (=  Österreich – Zweite Republik. Band 6). Studienverlag, Innsbruck-Wien-Bozen 2005, ISBN 3-7065-4171-8.
- Vergleich politischer Systeme. Böhlau, Wien u. a. 2005, ISBN 3-205-77397-7.
- Demokratie in Indien. Subhas Chandra Bose und das Werden der politischen Kultur. Studienverlag, Innsbruck-Wien-Bozen 2005, ISBN 3-7065-4030-4.
- Europa. Ein Plädoyer. Braumüller, Wien 2011, ISBN 978-3-99100-043-3.
- Jaruzelski oder die Politik des kleineren Übels. Innsbruck University Press, Innsbruck 2011, ISBN 978-3-902811-79-0.
- Wir sind alle Amerikaner. Der abgesagte Niedergang der USA. Braumüller, Wien 2013, ISBN 978-3-99100-099-0.
- Israel. Ausnahme- oder Normalstaat. Braumüller, Wien 2015, ISBN 978-3-99100-163-8.
- Die unheilige Allianz. Die rechten und die linken Extremisten gegen Europa. Böhlau, Wien u. a. 2015, ISBN 978-3-205-79574-2.
- Die gescheiterte Republik. Kultur und Politik in Österreich 1918–1938. Böhlau, Köln 2017, ISBN 978-3-205-20236-3.
- Die Sozialdemokratie – ab ins Museum? Leykam, Wien 2020, ISBN 3-7011-8170-5.
- Der politische Aufstieg der Frauen: am Beispiel von Eleanor Roosevelt, Indira Gandhi und Margaret Thatcher, Böhlau, Wien/Köln/Weimar 2020, ISBN 978-3-205-21138-9.
- Faschismus? Zur Beliebigkeit eines politischen Begriffs. Böhlau, Wien/Köln/Weimar 2022, ISBN 978-3-205-21584-4.

Editionen / Herausgeberschaften
- mit Heinrich Neisser (Hrsg.): Für ein mehrheitsförderndes Wahlrecht in Österreich: 8 Plädoyers. Wedl, Wien u. a. 1971.
- mit Peter Dusek, Erika Weinzierl: Zeitgeschichte im Aufriss. Österreich von 1918 bis in die 80er Jahre. TR-Verlagsunion, Wien u. a. 1981, ISBN 3-224-10527-5. (4. Auflage 1995)
- mit Rolf Steininger (Hrsg.): Österreich und die Sieger. 40 Jahre 2. Republik – 30 Jahre Staatsvertrag. Braumüller, Wien 1986, ISBN 3-7003-0681-4.
- (Hrsg.): Populismus in Österreich. Junius, Wien 1987, ISBN 3-900370-90-7.
- mit Fritz Plasser (Hrsg.): Das österreichische Parteiensystem (= Studien zu Politik und Verwaltung. Band 22). Böhlau, Wien u. a. 1988, ISBN 3-205-08910-3.
- mit Alfred Pfabigan, Michael Potacs, Georg Rundel (Hrsg.): Zwischen Austromarxismus und Katholizismus. Festschrift für Norbert Leser. Braumüller, Wien 1993, ISBN 3-7003-1003-X.
- mit Max-Joseph Halhuber, Ferdinand Obenfeldner (Hrsg.): „Mein Kampf“ – heute wieder gelesen. Österreichischer Studienverlag, Innsbruck 1993, ISBN 3-901160-28-0.
- mit Erika Weinzierl (Hrsg.): Hermann Langbein zum 80. Geburtstag. Festschrift. Braumüller, Wien 1993, ISBN 3-7003-1007-2.
- mit Andreas Maislinger (Hrsg.): Handbuch zur neueren Geschichte Tirols. Band 2: Zeitgeschichte. Gesamtleitung: Helmut Reinalter. Wagner, Innsbruck 1993, ISBN 3-7030-0259-X.
- (Hrsg.): Karl Renner: Schriften. Residenz-Verlag, Salzburg u. a. 1994, ISBN 3-7017-0887-8.
- (Hrsg.): EU-Referendum. Zur Praxis direkter Demokratie in Österreich (= Schriftenreihe des Zentrums für Angewandte Politikforschung. Band 6). Signum-Verlag, Wien 1994, ISBN 3-85436-165-3.
- mit Christian Schaller, Paul Luif: Ausweg EG? Innenpolitische Motive einer aussenpolitischen Umorientierung (= Studien zu Politik und Verwaltung. Band 47). Böhlau, Wien u. a. 1994, ISBN 3-205-98051-4.
- mit Christian Smekal (Hrsg.): Kammern auf dem Prüfstand. Vergleichende Analysen institutioneller Funktionsbedingungen (= Schriftenreihe des Zentrums für Angewandte Politikforschung. Band 10). Signum-Verlag, Wien 1996, ISBN 3-85436-198-X.
- mit Helmut Reinalter (Hrsg.): Die demokratische Bewegung in Deutschland von der Spätaufklärung bis zur Revolution 1848/49: Eine kommentierte Quellenauswahl (= Schriftenreihe der Internationalen Forschungsstelle Demokratische Bewegungen in Mitteleuropa 1770–1850. Band 25). Lang, Frankfurt am Main u. a. 1998, ISBN 3-631-32240-2.
- mit Helmut Reinalter (Hrsg.): Die Anfänge der demokratischen Bewegung in Österreich von der Spätaufklärung bis zur Revolution 1848/49: Eine kommentierte Quellenauswahl (= Schriftenreihe der Internationalen Forschungsstelle Demokratische Bewegungen in Mitteleuropa 1770–1850. Band 19). Lang, Frankfurt u. a. 1999, ISBN 3-631-49257-X.
- mit Fritz Plasser, Wolfgang Meixner (Hrsg.): Die Zukunft der österreichischen Demokratie. Trends, Prognosen und Szenarien (= Schriftenreihe des Zentrums für Angewandte Politikforschung. Band 22). Signum-Verlag, Wien 2000, ISBN 3-85436-309-5.
- mit Helmut Reinalter (Hrsg.): Österreichisches Vereins- und Parteienlexikon (= Interdisziplinäre Forschungen. Band 10). Studien-Verlag, Innsbruck 2002, ISBN 3-7065-1442-7.
- mit Max-Joseph Halhruber, Daniela Ingruber: Fünf Fragen an drei Generationen. Der Antisemitismus und wir heute. Czernin-Verlag, Wien 2002, ISBN 3-7076-0137-4.
- mit Ruth Wodak (Hrsg.): The Haider phenomenon in Austria. Transaction Publ., New Brunswick u. a. 2002, ISBN 0-7658-0883-8.
- mit Ruth Wodak (Hrsg.): Dreck am Stecken. Politik der Ausgrenzung. Czernin-Verlag, Wien 2003, ISBN 3-7076-0152-8.
- mit Michael Gehler, Günter Bischof (Hrsg.): Österreich in der Europäischen Union. Bilanz seiner Mitgliedschaft = Austria in the European Union (= Schriftenreihe des Dr.-Herbert-Batliner-Europainstitutes, Forschungsinstitut für Europäische Politik und Geschichte. Band 7). Böhlau, Wien u. a. 2003, ISBN 3-205-77116-8.
- mit Hans Niessl, Wilhelm Toth, Franz Vranitzky (Hrsg.): Brücken bauen. Fred Sinowatz zum 75. Geburtstag. Steirische Verlagsgesellschaft, Graz 2004, ISBN 3-900323-74-7.
- mit Hannes Androsch, Manfred Zollinger (Hrsg.): Karl Waldbrunner: Pragmatischer Visionär für das neue Österreich. Gerold, Wien 2006, ISBN 978-3-900812-13-3.
- mit Fritz Plasser (Hrsg.): Europäisch Denken und Lehren. Festschrift für Heinrich Neisser. Innsbruck University Press, Innsbruck 2007, ISBN 978-3-902571-36-6.
- mit Hubert Sickinger, Karin Stögner: Kreisky – Haider. Bruchlinien österreichischer Identitäten. Braumüller, Wien 2008, ISBN 978-3-7003-1644-2.
- mit Karin Bischof, Karin Stögner (Hrsg.): Handbook of Prejudice. Cambria Press, New York 2009, ISBN 978-1-60497-627-4.
- (Hrsg.): Weltethos und Recht (= Schriftenreihe der Initiative Weltethos Österreich. Band 4). Lit, Wien u. a. 2011, ISBN 978-3-643-50293-3.
- mit Herwig Büchele (Hrsg.): Friedensmacht Europa: Dynamische Kraft für Global Governance? (= Weltordnung, Religion, Gewalt. Band 6). Innsbruck University Press, Innsbruck 2011, ISBN 978-3-902719-79-9.
- mit Herwig Büchele (Hrsg.): Qualitatives Wirtschaftswachstum – eine Herausforderung für die Welt. Innsbruck University Press, Innsbruck 2012, ISBN 978-3-902811-65-3.
- (Hrsg.): Vorurteile. Ursprünge, Formen, Bedeutung. De Gruyter, Berlin u. a. 2012, ISBN 978-3-11-026839-3.
- mit Herwig Büchele: Weltinnenpolitik. Innsbruck University Press, Innsbruck 2013, ISBN 978-3-902936-21-9.
- mit Gertraud Diendorfer, Blanka Bellak, Werner Wintersteiner (Hrsg.): Friedensforschung, Konfliktforschung, Demokratieforschung. Ein Handbuch (= Böhlau-Studienbücher. Grundlagen des Studiums). Böhlau, Wien u. a. 2016, ISBN 978-3-205-20203-5.

Schriftenreihe
- mit Ilse König bzw. Birgitt Haller (Hrsg.): Studienreihe Konfliktforschung. Braumüller, Wien 1979 ff. ISSN 1814-568X
- mit Helmut Reinalter (Hrsg.): Vergleichende Gesellschaftsgeschichte und politische Ideengeschichte. Braumüller, Wien 1980 ff. ISSN 1814-5671

Gespräche
- mit Erhard Busek: UNSERE ZEIT: Vorwärts gedacht. Rückwärts verstanden. GALILA Verlag, Etsdorf am Kamp 2014, ISBN 978-3-902533-63-0.
- mit Patrick Rina: Was hätte Österreich tun sollen? In: Ulrike Kindl, Hannes Obermair (Hrsg.): Die Zeit dazwischen: Südtirol 1918–1922. Vom Ende des Ersten Weltkrieges bis zum faschistischen Regime / Il tempo sospeso: L’Alto Adige tra la fine della Grande Guerra e l’ascesa del fascismo (1918-1922). Edizioni alphabeta Verlag, Meran 2020, ISBN 978-88-7223-365-8, S. 369–374.